# Afranthidium alternans
Afranthidium alternans là một loài Hymenoptera trong họ Megachilidae. Loài này được Klug mô tả khoa học năm 1832.